# 高巍 (明朝)
高巍（？—1402年），山西行省遼州直隸州（今山西省左權縣）人，明朝政治人物。
洪武年間，明太祖表彰孝行，高巍由太學士擔任前軍都督府左斷事，開墾河南、山東、北平荒田。建文年間，到吏部上書論時政。燕王朱棣起兵后，其跟從李景隆出師任參贊軍務，并上書願出使燕王，得到嘉許。然而朱棣未回書，李景隆兵敗后，高巍到臨邑，與鐵鉉守衛濟南，屢次挫敗燕兵進攻。后京城被破，高巍自盡而亡。